# Cuchara demitasse

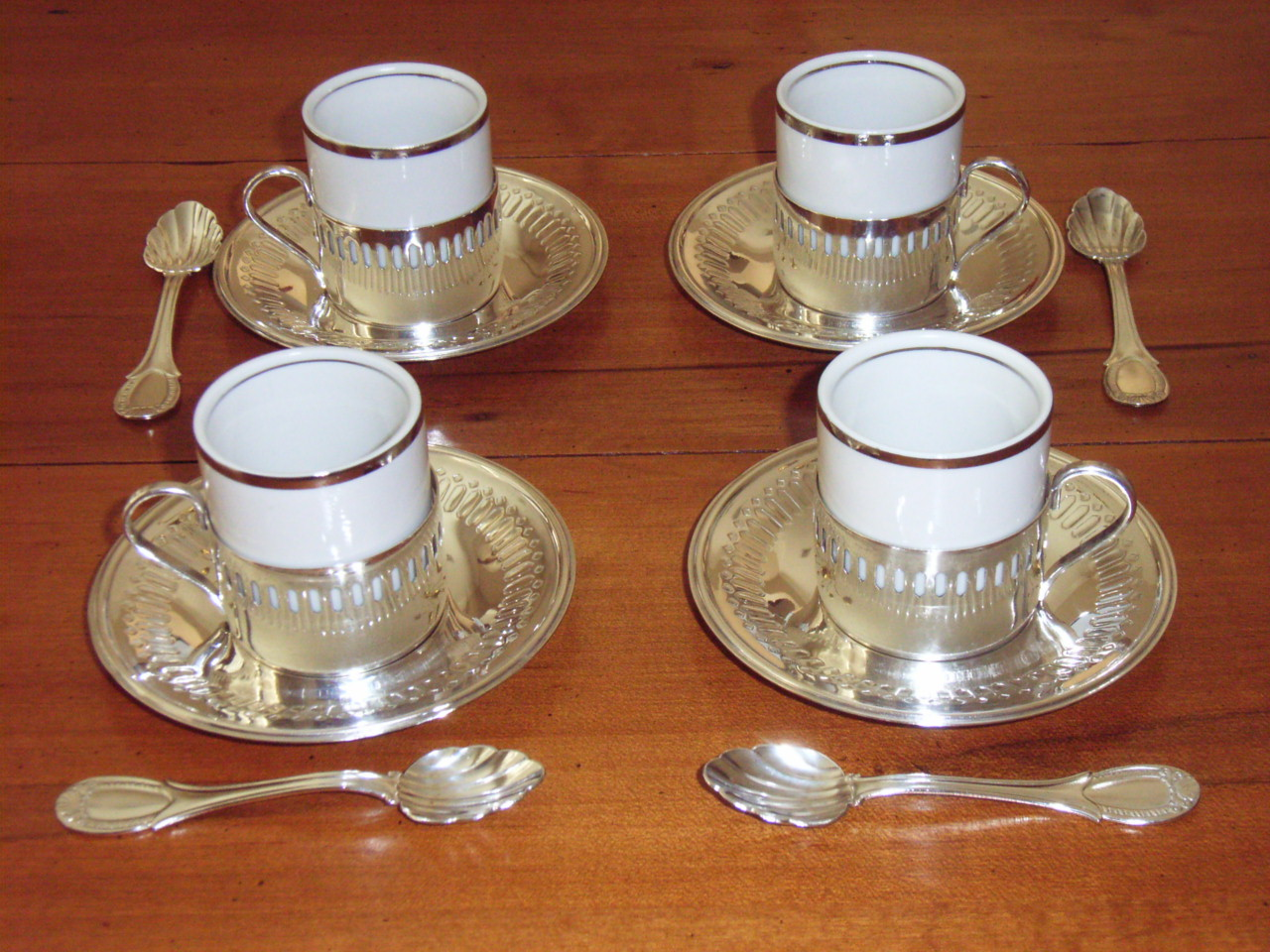
Cucharas Demitasse con tazas de Demitasse a juego.

Una cuchara demitasse es una cucharilla, más pequeña que una cucharadita.
Se usa tradicionalmente para tomar café y capuchino en tazas demitasse.
También se usa como cuchara para bebés y en algunos procedimientos quirúrgicos.